# 白腰鸫鹛
白腰鸫鹛（学名：Turdoides leucopygia），是画眉科鸫鹛属的一种，分布于索马里、苏丹、厄立特里亚、埃塞俄比亚和赞比亚。全球活动范围约为652,000平方千米。该物种的保护状况被评为无危。
白腰鸫鹛的平均体重约为82.4克。栖息地包括亚热带或热带的高海拔疏灌丛、亚热带或热带的湿润山地林和河流、溪流。